# フォルテッツァ
フォルテッツァ（イタリア語: Fortezza ; ドイツ語: Franzensfeste フランツェンフェステ）は、イタリア共和国トレンティーノ＝アルト・アディジェ州ボルツァーノ自治県にある、人口約1,000人の基礎自治体（コムーネ）。

## 地理

### 位置・広がり

#### 隣接コムーネ
隣接するコムーネは以下の通り。
- カンポ・ディ・トレンス
- ナツ＝シャーヴェス
- リオ・ディ・プステリーア
- サレンティーノ
- ヴァルナ

## 行政

### 分離集落
フォルテッツァには、以下の分離集落（フラツィオーネ）がある。
- Le Cave/Grasstein, Mezzaselva/Mittewald, Pra di Sopra/Oberau

## 歴史
この土地の名前は、オーストリア皇帝フランツ1世（神聖ローマ皇帝フランツ2世）が作らせた要塞（イタリア語でフォルテッツァ）から来ている。その要塞は1990年代の半ばまで軍事基地として使用され、その後処分された。第二次世界大戦中にイタリア銀行に入れられたナチスから奪った黄金を最後に保管した場所として知られている。
その127トンの大部分の痕跡は失われた。
フォルテッツァは鉄道の分岐点としても重要で、プステリーア渓谷方面に路線が分れている。90年代半ばまで、フォルテッツァは重要な税関だったがその重要性はその後オーストリアのヨーロッパ共同体の加盟により失われた。そして、ブレンナーベーストンネルの南出口として変わるはずである。

## 行政
地域共同体のWipptalに所属。

## 住民

### 言語
| 言語集団調査（2011年） | 言語集団調査（2011年） | 言語集団調査（2011年） | 言語集団調査（2011年） | 言語集団調査（2011年） |
| ---------------------- | ---------------------- | ---------------------- | ---------------------- | ---------------------- |
|                        |                        |                        |                        |                        |
| ドイツ語               | ドイツ語               |                        | 59.63%                 | 59.63%                 |
| イタリア語             | イタリア語             |                        | 38.51%                 | 38.51%                 |
| ラディン語             | ラディン語             |                        | 1.86%                  | 1.86%                  |

2011年に行われた、住民がドイツ語・イタリア語・ラディン語のいずれの「言語集団」に属するかの調査によれば（ボルツァーノ自治県#言語集団調査参照）、住民の約60%がドイツ語話者で、イタリア語話者も約39%を占める。